# Senecio quinquenervius
Senecio quinquenervius là một loài thực vật có hoa trong họ Cúc. Loài này được Sond. ex Sond. miêu tả khoa học đầu tiên.